# T Antliae
Désignations
T Antliae (abrégé en T Ant) est une étoile variable céphéide de la constellation australe de la Machine pneumatique. Il s'agit d'une supergéante jaune-blanc de type spectral F6Iab, sa magnitude apparente varie entre 8,86 et 9,76 sur une période de 5,90 jours. Elle est distante autour de 11 000 années-lumière du Soleil et elle s'éloigne de la Terre avec une vitesse radiale de +24 km/s.

## Système stellaire
La supergéante de type F forme également un système binaire avec un compagnon stellaire invisible avec une masse estimée à la 70 % de la masse du Soleil. Un tel composant stellaire prendrait 42,4 ans pour accomplir son orbite autour de la Céphéide (demi-grand axe d'environ 10,8 ua).